# 劉欽 (漢趙)
劉欽（3世纪？—310年8月22日），十六國时期汉国（汉赵）宗室。
元熙二年（305年），西晋新蔡王司馬騰又遣司马瑜、周良、石鲜等讨劉淵，抵达离石汾城。刘渊派武牙将军刘钦等六军与司马瑜的军队四战，司马瑜都大败，刘钦整顿好军队后返回。永凤元年（308年），称帝后，封劉欽为安邑王。刘渊临终时，护军马景兼左卫将军，永安王刘安国兼右卫将军，安昌王刘盛、安邑王刘钦、西阳王劉璿都兼任武卫将军，分别统领禁兵。河瑞二年（310年）七月十八日，刘渊去世。太子刘和继承皇位。刘锐、呼延攸、刘乘等人计划除掉楚王刘聪、齐王刘裕、鲁王刘隆、北海王刘乂。七月二十日夜，他们通告安昌王刘盛，安邑王刘钦、马景等人。刘盛不同意，而被杀死。刘盛死后，刘钦、马景害怕地说：“惟陛下诏，臣等以死奉之，蔑不济矣。”于是相与盟于东堂，七月二十一日，刘锐带领马景在单于台攻打楚王刘聪，呼延攸带领永安王刘安国到司徒府攻打齐王刘裕，刘乘带领安邑王刘钦攻打鲁王刘隆，派尚书田密、武卫将军劉璿攻打北海王刘乂。田密、刘璿带着刘乂归附刘聪，刘锐得知刘聪已有防备，迅速回师，与呼延攸、刘乘一起攻打刘隆、刘裕，呼延攸、刘乘怀疑刘安国、刘钦有异心，将二人杀死。